# Unión Caledonia
La Unión Caledonia (en francés: Union calédonienne, UC) es un partido político independentista y el partido político más antiguo de Nueva Caledonia. En las últimas elecciones legislativas del 10 de mayo de 2009, el partido obtuvo alrededor del 11,65% del voto popular y 9 de los 54 escaños en el Congreso Territorial.

## Historia
La Unión Caledonia nació como un partido autonomista intercomunitario (multiétnico) dirigido por Maurice Lenormand, que era el único representante de la isla en la Asamblea Nacional de Francia. Allí se sentó con el Movimiento Republicano Popular, o MRP, y otros partidos democristianos en Francia.
El primer éxito significativo del partido fue el 8 de febrero de 1953 con la elección de 15 miembros de la Unión Caledonia para los 25 escaños del Consejo General.
Sin embargo, la UC se opuso a la llegada del centralismo gaullista a Francia, que deshizo la mayoría de las reformas autonomistas de la Cuarta República Francesa (las leyes Defferre). La UC se volvió cada vez más radical y comenzó a coquetear con la independencia, lo que eventualmente condujo a una salida de los caldoches hacia nuevos partidos anti-independencia, como el Mitin por Caledonia en la República. Combinado con escándalos de corrupción, esto debilitó considerablemente al partido.
En 1977, en Bourail, la UC adoptó una plataforma nacionalista, apoyada por Jean-Marie Tjibaou (y los nacionalistas europeos, como Maurice Lenormand y Pierre Declercq). En 1979, la UC se unió al Partido de Liberación Kanak (Palika) y otros partidos para formar el Frente Nacionalista, que se convirtió en el Frente de Liberación Nacional Canaco y Socialista (FLNKS) en 1984.
La UC era la facción más grande del FLNKS, liderada por Tjibaou. Era en gran medida moderado, a diferencia del Palika, más radical. Tjibaou fue asesinado en 1989 por un nacionalista canaco extremista. En 2001, Roch Wamytan, el líder moderado de la UC, perdió las elecciones frente a Pascal Naouna, un radical. Desde entonces, la UC ha roto con Palika dentro del FLNKS, que no tiene un presidente unitario y está muy dividido. Charles Pidjot, sobrino de Roch Pidjot, reemplazó a Naouna en 2007. Murió en 2012 y luego fue reemplazado por Daniel Goa.
En las elecciones provinciales de 2009, el partido obtuvo 9 escaños en el Congreso de Nueva Caledonia y alrededor del 11,65% de los votos. Sin embargo, en la Provincia Sur, la UC se postuló en una lista común con Palika y ganó uno de los cuatro escaños obtenidos por esa lista.
La UC controla la presidencia provincial de Islas de la Lealtad.